# Cão de Fila da Terceira
O Cão de Fila da Terceira, também chamado Fila-da-terceira ou Rabo torto, foi uma raça de cães portuguesa extinta, originária da Ilha Terceira do arquipélago dos Açores.
Existem tentativas para resgatar a raça. O cão contemporâneo mais aparentado ao fila da terceira é o que chamam hoje de "Cão da terra".

## História

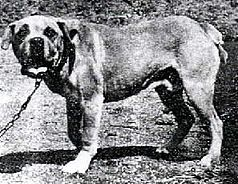
Fila da Terceira, tipo "Bull"

Acredita-se que tenha surgido através de cruzamentos entre cães trazidos à Ilha terceira pelos colonizadores portugueses e espanhóis. Na sua criação, especula-se que estejam envolvidos o Rafeiro do Alentejo, o antigo Dogue de Bordeaux(de focinho longo), Alano espanhol, Mastiff espanhol e até o Bloodhound; e posteriormente sofreu inserção do Antigo bulldog inglês(originando o tipo "Bull"), trazido por portugueses ex-exilados, diretamente da Inglaterra.
O nome "fila" sugere um cão de guarda, que morde e não solta. Este cão foi muito utilizado como cão de gado, de utilidade, de combate e de guarda. Alguns relatos antigos, afirmam que este cão era muito popular entre os piratas da região.
Contudo, devido à imigração para o Brasil (durante o fim da monarquia) [carece de fontes?] e à desvalorização destes cães, a raça tornou-se cada vez mais escassa. Em 1880, um veterinário português chamado José Leite Pacheco, elaborou um padrão racial para o Fila da Terceira, adotando como nome oficial a alcunha "Rabo-torto". Porém, devido ao pequeno número de exemplares restantes, a nenhum clube cinófilo chegou a reconhecer a raça.
Na década de 1930, houve alguns poucos espécimes que chegaram até a participar em exposições em Lisboa. Porém, a extinção da raça estava próxima. Na década de 1960, houve uma tentativa de reanimar a raça com o apoio do Governo Português. No entanto, mercê da discordância entre os criadores e os oficiais do governo, o projeto fracassou. O Fila da Terceira considera-se extinto desde os anos 1970. Mas, ainda existem tentativas de recriar a raça utilizando os poucos remanescentes restantes.